# Moerasstipspanner
De moerasstipspanner (Scopula corrivalaria) is een vlinder uit de familie van de spanners (Geometridae). De wetenschappelijke naam van de soort is gepubliceerd in 1862 door Kretschmar.
Als waardplanten worden waterzuring, bitterzoet en andere kruidachtige planten gebruikt.
De soort komt voor in niet aaneengesloten delen van Europa tot in Oost-Azië. In Nederland en België is de soort zeer zeldzaam.